# Punski ratovi
Punski ratovi je zajedničko ime za tri rata vođena između Rimske republike i feničanskog grada Kartage od 264. do 146. godine pr. Kr. Svoje ime su dobili prema latinskom nazivu za Kartažane - Puni. Riječ Puni vuče svoje podrijetlo iz riječi poenici što na latinskom znači Feničani.
Glavni uzrok ovih ratova bio je sukob interesa između Kartage i Rimske Republike u širenju. Prvobitna namjera Rimljana bilo je širenje teritorija preko otoka Sicilije čiji je dio već bio pod kontrolom Kartage. Na početku Prvog punskog rata Kartaga je bila dominantna sila u zapadnom dijelu Mediterana s izuzetno jakom ratnom mornaricom, a Rim je bio u brzom usponu i veoma je jačao u Italiji. Punski ratovi uzrokovali su veliki broj žrtava na obje strane, broj poginulih vojnika mjerio se stotinama tisuća. Ovi ratovi smatraju se najvećim u dotadašnjoj povijesti. Na kraju Trećeg punskog rata Rim je porazio Kartagu i potpuno uništio grad (ali ga je kasnije na istom mjestu obnovio) i tako postao nova najjača sila u zapadnom sredozemlju.
Kartaga je 264. godine pr. Kr. bila veliki grad-luka smješten na teritoriju današnjeg Tunisa, a osnovali su je Feničani sredinom 9. stoljeća pr. Kr. Kartaga je bila veoma moćan grad-država s ogromnim i unosnim trgovačkim carstvom. Jedino se Rim mogao uspoređivati s njenim sjajem i moći. Mornarica koju je imala Kartaga nije imala premca u tome dobu, a njeni mornari bili su najvještiji pomorci. S druge strane, Kartaga nije imala jaku stalnu kopnenu vojsku kao Rim već se oslanjala na plaćenike koje je mogla unajmljivati zahvaljujući svom bogatstvu. Vojske plaćenika bile su pod kontrolom zapovjednika iz Kartage.
Rim je tih godina proširio svoju kontrolu nad teritorijima južno od rijeke Po. Za razliku od Kartage u rimskoj vojsci u to vrijeme služili su gotovo isključivo rimski građani (nakon što se proširio van Apeninskog poluotoka Rim je kasnije regrutirao legionare i među stanovnicima svojih udaljenih kolonija). Plebejci su činili glavni dio pješaštva a patriciji su bili časnici. Za razliku od Kartage, Rim nije imao mornaricu tako da ju je morao izgraditi tijekom samog rata.